# Dominicaines de Sainte Rose de Lima de Hawtorne
Les Dominicaines de Sainte Rose de Lima de Hawtorne sont une congrégation religieuse féminine hospitalière de droit pontifical.

## Histoire
La congrégation est fondée à New York par Rose Hawthorne Lathrop, fille de l'écrivain Nathaniel Hawthorne. Après sa conversion au catholicisme et devenue veuve, elle se consacre aux soins de malades pauvres atteints de cancer incurable avec sa collaboratrice Alice Huber. En 1899, elles s'installent dans une maison où elles peuvent accueillir des patientes et décident d'entrer dans le Tiers-Ordre dominicain le 14 septembre de la même année ; de nombreuses collaboratrices commencent à les rejoindre.
Elles reçoivent l'habit religieux le 8 décembre 1900 ; Rose Hawthorne prend le nom de Marie-Alphonse et devient la première supérieure. Michael Corrigan, archevêque de New York, reconnaît l'institut qui devient de droit diocésain.
Le 25 mars 1910, Hyacinthe-Marie Cormier, maître de l'ordre des Prêcheurs, affilie la congrégation aux dominicains. Les constitutions sont approuvées par le cardinal Patrick Joseph Hayes en 1927. L'institut est reconnu de droit pontifical le 11 mars 2000 par le pape Jean-Paul II.

## Activités et diffusion
Les religieuses se consacrent à l'assistance des malades atteints de cancer incurable.
La maison-mère est à Hawthorne dans l'État de New York.
En 2017, la congrégation comptait 51 sœurs dans 3 maisons.